# Alma Rubens
Alma Rubens, född Alma Genevieve Reubens den 19 februari 1897 i San Francisco, Kalifornien, död den 22 januari 1931 i Los Angeles, var en amerikansk stumfilmsaktris och scenskådespelare.
Rubens blev under 1920-talet beroende av kokain och fick allt svårare att få roller. Hon dog av lunginflammation 1931, 33 år gammal.

## Roller i urval
- 1915 – Nationens födelse
- 1916 – Intolerance

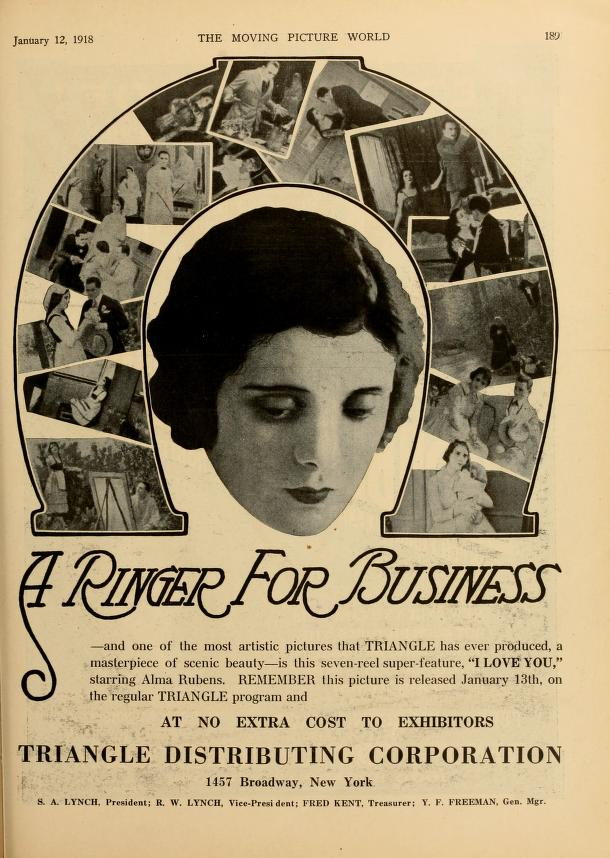
I Love You (1918)

- 1916 – The Mystery of the Leaping Fish
- 1924 – Cytherea
- 1928 – Syndens masker
- 1929 – Show Boat